# BBC Online
Би-Би-Си онлајн (енгл. BBC Online) је брендирано име и званична страница Би-Би-Си-јевог онлајн сервиса у Уједињеном Краљевству. То је велика мрежа вебсајтова, обезбеђује и сајтове као што су Би-Би-Си њуз и Би-Би-Си спорт, видео на захтев и радио услуге под брендом Би-Би-Си Ај плејер, предшколски сајт Си-Бибибиз, и услуге за учење као што је Бајтсајз.
Вебсајт је прошао кроз неколико промена у бренду откад је покренут. Првобитно назван Би-Би-Си онлајн, накнадно му је промењено име у Би-Би-Си Ај пре него што је назван bbc.co.uk. Касније је име промењено поново у Би-Би-Си онлајн 2008.
26. фебруара 2010, The Times је тврдио да је Марк Томсон, тада генерални директор Би-Би-Си-ја, предложио да Би-Би-Си-јев веб учинак треба смањити за 50%, уз смањење запослених на онлајн сервису и буџетом смањеним за 25% у покушају да се смање Би-Би-Си-јево деловање и да се више простора остави комерцијалним ривалима.

## Историја

### Клуб Би-Би-Си Мреже
Оригинално домаће име сервиса било је www.bbcnc.org.uk (где је nc означавало “networking club”, мрежни клуб). Покренуо га је Би-Би-Си Образовање 11. маја 1994. као непрофитни сервис и сервис са плаћеном претплатом. Наплата за придруживање била је 25 £ и месечнуа претплата износила је 12 £, а члановима клуба дат је приступ раном типу сајта друштвене мреже којег је красио зид (налик на Фејсбукову "Временску линију") за размену информација и разговор у реалном времену, преко дајал-ап сервиса за интернет конекцију.